# Budapesti Harisnyagyár Felszabadulás Szocialista Brigádja
A Budapesti Harisnyagyár Felszabadulás Szocialista Brigádja (hivatalos alakban Budapesti Harisnyagyár Formázó üzemrész 6. szocialista Felszabadulás brigád, röviden Felszabadulás szocialista brigád) kilenc munkásnőből álló egykori munkaközösség. Az asszonyok az 1960-as években és az 1970-es évek első felében a Budapesti Harisnyagyár egyik formázóműhelyében zoknik, harisnyák gyártásával, formázásával, valamint gyártásközi minőség-ellenőrzéssel foglalkoztak. Munkájukat a műhely „elviselhetetlen hőségében, egészségtelen munkakörülmények között” végezték.
1970-ben a munkásnők megkapták a Magyar Népköztársaság Állami Díjának III. fokozatát, a szűkszavú indoklás szerint „szocialista brigádjuk teljesítményeinek elismeréséül”. Az első női állami díjas szocialista brigád 1960. március 18-án jött létre és – e néven és ebben az összetételben – 1975-ben szűnt meg.
2005-ben Brigád blues címmel a betanított munkások életéről, munkakörülményeikről, valamint a munkaversenyről és a brigádmozgalomról – Tóth Eszter Zsófia 1999 és 2004 közötti megéléstörténeti kutatásainak, életútinterjúinak felhasználásával, Martinidesz László rendezésében – dokumentumfilm készült.

## A brigád tagjai, életútjuk

### A brigádtagok listája
A taglétszám a brigád fennállásának mintegy másfél évtizede alatt 8–13 fő között mozgott. 1970 tavaszán az akkor kilenctagú brigád tagja volt:
- Eperjesi Pálné (Miskár Anna, 1919) formázó (Könnyűipar Kiváló Dolgozója, 1969)
- Kiss Györgyné (Gál Erzsébet, 1932) formázó
- Németh Lászlóné (Moha Magdolna, 1935) formázó
- Serényi Balázsné (Dobozi Ilona, 1920) formázó
- Suszt Vilmosné (Mária[9], 1931) formázó, brigádvezető (Könnyűipar Kiváló Dolgozója, 1972, 1974, 1976; Munka Érdemrend bronz fokozata, 1978)
- Takács Károlyné (Fazekas Teréz, 1927) formázó, minőségellenőr[10] (Könnyűipar Kiváló Dolgozója, 1963)
- Tasnádi Jánosné (Kardos Mária; Tiszaszentimre, 1929) formázó, minőségellenőr[10] (Könnyűipar Kiváló Dolgozója, 1962)
- Túróczi Tiborné (Max Éva, 1933) formázó
- Watzinger Edéné (Mező Julianna, 1934–2000[11]) formázó

Más időszakokban a munkaközösség tagja volt még – többek között – Mohácsi Márkné, Antal Istvánné, valamint P. Mihályné.

### Néhány munkásnő életútja
Kiss Györgyné az 1970-es évek második feléig a Budapesti Harisnyagyár dolgozója volt, majd rokkantnyugdíjas lett. Az 1980-as években takarítónőként dolgozott.
Serényi Balázsné később Watzinger Edéné egyik lányának keresztanyja lett.
Suszt Vilmosné 1969-től a harisnyagyári szakszervezeti tanács, 1971-től a Magyar Szocialista Munkáspárt III. kerületi pártbizottságának tagja volt. 1969-ben és 1972-ben részt vett a szocialista brigádok országos tanácskozásán. Nyugdíjasként egy színházban ruhatárosként dolgozott. Elvált, egy gyermek édesanyja.
Takács Károlyné két fiú édesanyja, férje 1968-ban elhunyt.
Tasnádi Jánosné 1946-ig szülőfalujában, Tiszaszentimrén lakott, ahol családjával – anyjával, nevelőapjával és 12 féltestvérével – földművelésből éltek. Hat elemit végzett, majd 1946/1947 telén Budapestre költözött, ahol négy éven át cselédként dolgozott. 1951-ben, miután férjhez ment, előbb – 1953-ig – az Újpesti Cérnagyárban, majd 1976-ig a Budapesti Harisnyagyárban lett betanított munkás. 1963-tól a Felszabadulás brigád tagja. Leszázalékolása után iskolákban gondnok, majd konyhai kisegítő, végül takarítónő lett. Férje, Tasnádi János, gyári tűzoltó volt a Klement Gottwald Villamossági Gyárban, majd az 1956-os eseményeket követően az Óbudai Textilfestőben. Három fiuk született (1952, 1954, 1956).

### Az asszonyok életútjainak közös elemei
Az asszonyok életútjában közös, hogy valamennyien a második világháború után fiatal lányokként – többnyire 20 éves koruk előtt – vándoroltak be falvakból Budapestre. Így részesei voltak az 1940-es évek közepén megindult migrációs folyamatnak. A hozzájuk hasonlóan bevándorolt emberek „a »piszkos« paraszti munkához képest gyakran »tisztaként« ábrázolják a városi, ipari munkát”, a munkásnők visszaemlékezéseiben ugyanakkor ilyen jellegű összehasonlítás nem jelenik meg. Ennek egyik oka lehet, hogy elmondásuk szerint munkájukat a formázóműhely „elviselhetetlen hőségében, egészségtelen munkakörülmények között” végezték. Az ipari munka egyik fontos előnyének tartották a mezőgazdasági munkával szemben, hogy egész évben – tehát télen is – volt munka, pénzkereseti lehetőség. Ez a fővárosba költözés egyik legfontosabb motiváló tényezőjeként jelentkezett.
Nehézséget jelentett számukra az otthonteremtés, lakáshoz jutás. Alacsony foglalkozási státuszuk miatt nem számíthattak tanácsi bérlakásra. „Voltak, akik lakást foglaltak 1956-ban, többeknél előfordult, hogy az 1960-as évektől szövetkezeti lakásokba fizettek be, akadtak olyanok, akik eltartási szerződést kötöttek.”
Szokásaikban, életvitelükben a falusi és a városi motívumok keverednek. Többen esküvőjüket még szülőfalujukban, gyermekük keresztelőjét már Budapesten tartották. A házasságkötés a sikeres nagyvárosi társadalmi beilleszkedés egyik feltétele volt, egyben a szülőföldtől való elszakadást is szimbolizálta.
Két fő – 1970 májusától egy fő – kivételével valamennyien tagjai voltak a Magyar Szocialista Munkáspártnak.
1970. április 1-jén megkapták a munkások számára adható legmagasabb kitüntetést, a Magyar Népköztársaság Állami Díját.
Az asszonyok társadalmi munkában a hetvenes években állami gondozottakat patronáltak, a munkaversenyben ezért járó pontszám megszerzése után azonban nem tudtak tovább foglalkozni gondozottjaikkal. A legtöbben még az 1970-es években nyugdíjba mentek vagy munkahelyet váltottak, de néhányan gyári munkásként élték át a rendszerváltást, a privatizációt, majd az 1990-es években a gyár széthullását.
A harisnyaformázókkal 1999 és 2004 között Tóth Eszter Zsófia készített életútinterjúkat:
Bár a brigád története a mikrotörténeti megközelítésre jellemző módon sajátos és egyedi, mégsem pusztán a korszak munkás- és nőtörténetének sajátos metszete. A brigádtagok történetein keresztül érthetőbbé válnak azok a társadalmi folyamatok, amelyek egy része a politikatörténeti írásokból kevésbé érthetők meg.

## A brigád története

### A brigád megalakulása és megszűnése

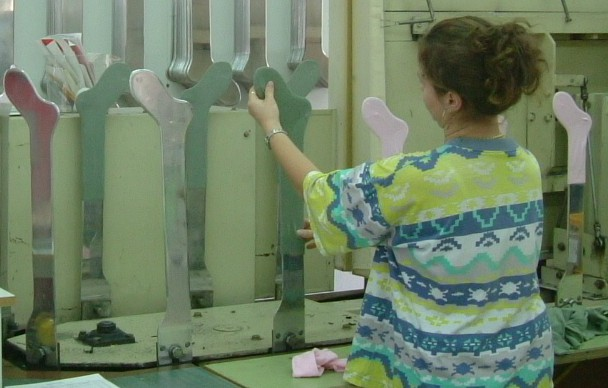
Egy formázónő munkavégzés közben 2004-ben (illusztráció)

A Felszabadulás szocialista brigád 1960. március 18-án jött létre. Második brigádvezetője Suszt Vilmosné volt, aki – Takácsné szerint – szívesen vállalta ezt a beosztást.
A brigád 1975-ig működött, majd feloszlott, többen nyugdíjba mentek, vagy – betegségek vagy a nehéz munkakörülmények miatt – felmondtak. A gyárban maradt dolgozók megalakították a Lenin szocialista brigádot.

### A brigádnaplók
A brigád másfél évtizedes működése alatt a tagok több brigádnaplót is vezettek. Ezekből csak az 1970–1972 közötti két napló maradt fenn, a többit a gyár privatizációjának időszakában megsemmisítették. A naplókban gyűjtötték például a közös kirándulásokról, ünnepségekről készült fényképeket, vagy például ide írták fel vállalásaikat és eredményeiket a munkaversenyben. Az 1970-es napló borítójára a Gellért-hegyi Felszabadulási emlékmű (Szabadság-szobor) fotóját ragasztották. Az első oldalra kerületi ünnepségek meghívóit tették, a második oldalra a „Felszabadulás brigád 1960–1970” cím alatt az Állami Díj-kitüntetést rajzolták. Ezt követték a brigád „jubileumi vállalásai” az 1970-es évre, majd mások mellett a díjátadót követően kapott gratuláló levelek, táviratok.

### A formázónők munkakörülményei
Az 1951-ben alapított Budapesti Harisnyagyár Folyamőr utcai üzemének formázóműhelyében az 1960-as évek végén 140 munkás dolgozott, ez a létszám az 1970-es évek első felében 70 és 90 fő között mozgott.
Tóth szerint az asszonyok „a megnedvesített zoknikat, harisnyákat a formázógépek láb formájú részeire húzták fel, majd szedték le. A formázólábak gőz- és villanyfűtésűek voltak, 90–120 Celsius-fokos hőmérsékletűek. Így nyári melegben a műhelyben a hőmérséklet elérte az 50 Celsius-fokot is, állandóan gőz és pára terjengett.”
Az 1970-es évek második felére több munkásnőt a nehéz munkakörülmények következtében kialakult betegség miatt leszázalékoltak, ami végül a brigád széthullásához vezetett.

## Az Állami Díj – Szimbólumok, propaganda
1970-ben a formázónők megkapták a Magyar Népköztársaság Állami Díjának III. fokozatát, az indoklás szerint „szocialista brigádjuk teljesítményeinek elismeréséül”, az oklevél szövege szerint „a magyar nép szocialista építő munkáját segítő nagy jelentőségű eredményei elismeréseként”.
Az Állami Díjról az 1970. február 18-i pártbizottsági ülésen döntöttek. Az előterjesztésben még a díj II. fokozata szerepelt, ezt III. fokozatra mérsékelték.

### Kádár János harisnyagyári beszéde
Megkaptam, köszönöm [1966.] augusztus 9-én kelt szíves levelét, amelyben brigádjuk életéről, munkájáról, eredményeiről számol be. Gratulálok az ezüst szocialista-brigád érem elnyeréséhez. Örülök annak, hogy brigádjuk két tagját felvették a párt tagjai közé. A levél egyéb hírei is arról beszélnek, hogy önök mindennapi munkájukban követik a szocialista brigádmozgalom legszebb törekvéseit.
Üdvözlöm önt, a brigád tagjait. Jó egészséget, újabb sikereket kívánok mindnyájuknak.
Szívélyes üdvözlettel:
Kádár János
Az asszonyok szerint azért ők kapták meg a díjat, mert a brigádvezető a brigád nevében – mintegy másfél-két éven keresztül, a szakszervezeti vezető kifejezett tiltása ellenére – levelezett Kádár Jánossal. Kádár 1967-ben meghívta a brigádtagokat a pártközpontban levő irodájába, majd 1968. október 24-én – formálisan a brigád meghívására – ellátogatott a harisnyagyárba, ahol beszédet mondott. A beszédet a Kossuth Rádió is közvetítette. Susztné szerint az 1968-as csehszlovákiai bevonulás után ez volt Kádár első nyilvános szereplése.
Kádár János a nyilatkozatában beszélt a prágai megszállásról, majd kitért a nők, munkásnők társadalmi szerepére. Kiemelte a nők egyenjogúságának fontosságát.
A Kossuth- és Állami Díj Bizottság figyelmét a kitüntetési javaslatban külön felhívták arra, hogy Kádár „személyesen és kiemelten” foglalkozott a Budapesti Harisnyagyár Felszabadulás brigádjával.

### „A munkásnők szerepe a szocialista társadalomban”
A Felszabadulás brigád volt az első munkásnőkből álló állami díjas szocialista brigád; az 1965-ben díjazott, férfiakból és nőkből álló Martfűi Tisza Cipőgyár Petőfi Sándor Szocialista Brigádja után a másodikként jutalmazott szocialista brigád.
Az 1940-es évek végétől a korabeli propaganda előtérbe helyezte a férfias, nehéz munkát végző nőket, valamint a kollektívában dolgozó fizikai munkásokat. Ez lényegében 1956 után – a Ratkó-korszakot követően – is megmaradt, bár a hangsúly kis mértékben változott: Az alacsony demográfiai mutatók következtében felértékelődtek a hagyományosnak tekintett női szerepek. A propaganda által a korszak nőideáljának tekintett „szuper nő” egyszerre helytáll a munkahelyen, a családban, a háztartásban. A Felszabadulás brigád asszonyait az Állami Díjról tudósító újságcikkekben ebben a szerepben mutatták be.
1970. november 26-án – tehát még a díjátadó évében, de a propaganda-újságcikkek megjelenését és a „harisnyagyári beszédet” követően – az MSZMP X. kongresszusán határozatot hoztak a nőpolitikáról, amely célként tűzte ki, hogy a nők számára kiegyenlített szerep jusson a munkaerőpiacon, a szakképzésben.

### Brigádmozgalom, a brigád mint közösség
1970-ben a Felszabadulás brigád Állami Díjáról beszámoló újságcikkek igyekeztek kiemelni a szocialista brigád közösségének erejét. Tóth szerint „mindez szorosan kapcsolódott a hivatalos társadalomképhez, amely szerint az egyének helyét a társadalomban a munka határozza meg, ezért a korszak beszédmódja szerint az egyén számára egyik legfontosabb identitásképző tényező a munkahelye.”
Az 1960-as, 1970-es évek propagandájában a munkahely a társadalmi kapcsolatok színhelyeként jelenik meg, ahol a brigádmozgalomban részt vevő munkások együtt járnak szórakozni, kirándulni, a brigád egyfajta védőszerepet tölt be.
Takács Károlyné 2005-ben úgy emlékezett vissza a brigádra, hogy „ez egy olyan közösség volt, hogy ha kellett, segítettünk egymásnak”, ugyanakkor Tóth szerint „ma [a 2000-es években] a történetekben ritkán jelenik meg az, hogy a szocialista brigádok »szocialista közösségek« lettek volna […] nem a közös brigád, hanem a közös gép, a közös műhely vagy műszak hozhatott létre barátságokat a gyakran egymásra utalt emberek között.” Jó példa ennek eredményére, hogy Watzingerné a lánya keresztanyjának egyik munkatársát – Serényinét – választotta.

### A felszabadulás mint névadó
Szimbolikus jelentősége volt annak, hogy a „Felszabadulás” nevet viselő brigád éppen a felszabadulás – az adott korszak propagandájában kiemelt jelentőségű állami ünnep – 25. évfordulóján, valamint megalakulásának 10. évfordulóját követő hetekben kapta meg a díjat.
A brigád a 10. jubileumi ünnepséget 1970. március 18-án tartotta. A gyári ünnepségre – a kialakult szokás szerint – meghívták az óbudai laktanyában állomásozó szovjet katonákat.
A kettős jubileum évében vezetett brigádnaplót a budapesti Felszabadulási emlékmű fényképe díszítette, alatta az „1945–1970” felirat volt olvasható.

## A brigád a sajtóban, művekben

### Az 1970-ben megjelent írások
Az 1970-ben megjelent írások – országos folyóiratok, évkönyvek cikkei, melyeket a rendszerváltás után végzett kutatások során felhasználtak – az asszonyok mindennapjait küzdelmesnek mutatják be; kiemelik, hogy ezek az asszonyok ugyanúgy egyszerre viselik a munkavégzés, a család ellátása, a szülőkről való gondoskodás és az otthonteremtés terhét („szuper nő”), mint azok az asszonyok, akik nem részesültek hasonló kitüntetésben, ám ezek az asszonyok erős munkaközösséget alkotva – Kádár Jánosnak a brigádhoz írt levelének megfogalmazását idézve – „mindennapi munkájukban követik a szocialista brigádmozgalom legszebb törekvéseit”.

#### Nők különböző szerepkörökben
A Nők magazinja című évkönyv 1970-ben Állami Díjasok címmel miniportrékban jelenítette meg a kitüntetett munkásnőket. Suszt Vilmosnét szakszervezeti és pártaktivistaként mutatták be, aki gyermekét egyedül neveli, jó munkásnő, szabadidejében művelődik – ezzel a „korszak emancipációs nőképéhez” hasonlították. Hasonlóképpen Tasnádi Jánosnét is úgy mutatták be, mint „mindig fáradt, három gyereket nevelő” anyát, kiemelve hogy ez a nők legfontosabb hagyományos szerepköre. Eperjesi Pálnéról fontosnak tartották megemlíteni, hogy társai Anya becenévvel illették, aki „a betegeknek befőttet hordott be a műhelybe”, „kemény, nagy kezének meleg szorítása biztonságot ad”. Kiss Györgynét a „brigád üdvöskéjének” nevezte az újságíró, kihangsúlyozva nőies szépségét, vonzerejét, vidámságát, ezzel egy másik „hagyományos női szerepkörbe” helyezve.
A többi brigádtagot a miniportrék propagandisztikus szerepkörben ábrázolták. Serényi Balázsnéról azt emelték ki, hogy 1970-ben már húsz éve ugyanabban a műhelyben dolgozó törzsgárdatag. Watzinger Edéné kétgyermekes családanya, akinek „legfőbb támasza a brigád”. Watzingerné ekkor már egy éve betegállományban volt, ennek ellenére – mint a „szocialista közösség” teljes jogú tagja – ő is részesült a kitüntetésben. Ezzel is próbálták hangsúlyozni a brigád közösségi jellegét.
A cikkhez csatolt három sajtófotóból kettő munkavégzés közben ábrázolja a munkásnőket. A harmadik kép az Állami Díj parlamenti átvételén készült, ahol az asszonyok – a gyári szakszervezeti titkár és a gyári párttitkár társaságában – Fock Jenőt fogják körbe.

#### A közösség ereje
A Nők Lapja újság Kitüntetés és Rang című cikkében hangsúlyosabban emelik ki a közösség erejét, szembeállítva azt az egyéni teljesítményekkel. A cikk a brigádtagokat – miniportré helyett – csak egy-egy mondatban jellemzi a fényképeik alatti képaláírásokban, a folyószövegben elsősorban a „valódi szocialista közösség” bemutatására törekszik. A cikk azt az üzenetet sugallja, hogy az asszonyok a kollektívának köszönhetik az elért eredményeiket, azokra külön-külön nem lettek volna képesek.
A Népszabadságban Miért éppen a kilenc asszony? címmel mutatták be a díjazottakat. A szerző a munkásnőket – utalva a gyárban uralkodó hőségre és párára – a „textilipar kohászai” jelzővel illeti, elsősorban a hibátlan munkavégzést, a közös kirándulásokat, a társadalmi munkában való együttes részvételt emeli ki.
A Harisnyagyári Dolgozó című gyári újság is beszámolt a Parlamentben 1970. április 1-jén megtartott díjátadóról és az azt követő fogadásról, valamint a gyárban tartott ünnepségről.

### Az 1970 utáni évek sajtója
Az 1970 utáni években is jelentek meg cikkek az asszonyokról. Tóth Eszter Zsófia szerint „feltételezhető, hogy az írások eredeti célja az volt, hogy az olvasók számára bemutassa, érdemes részt venni a szocialista brigádmozgalomban”.
Az állami díjas asszonyok – későbbi életinterjúk szerint – nem szívesen nyilatkoztak az újságíróknak, hiszen nagy feszültséget jelentett a nem díjazott, de velük teljesen azonos munkát végző munkatársakkal való együttdolgozás, mindennapossá váltak az összezördülések, a díjjal együtt járó pénzjutalom miatti irigykedések. Ez a konfliktus azonban az 1970-es években napvilágot látott újságcikkekben még nem jelenik meg, de a kitüntetett asszonyok határozottan kiemelik, hogy semmiben nem különböznek a többi munkásasszonytól.
1971-ben a Brigádélet című évkönyv visszaemlékezett az egy évvel korábbi kitüntetés „felejthetetlen napjára”, de megjelenik a cikkben az is, hogy „azóta semmi különös nem történt”.
Az 1970-es években közzétett sajtófotókon kizárólag munkavégzés közben ábrázolják a brigádtagokat.

### Visszaemlékezés 1985-ben
Egy 1985-ben a Magyar Hírlapban publikált cikksorozatban jelenik meg először, hogy az Állami Díj a pillanatnyi örömök (elismertség, pénzjutalom) mellett a díjazott szakmunkások, brigádtagok számára számos konfliktus, keserűség forrása volt. A Felszabadulás brigád asszonyainak életútja is a nem díjazott társaikhoz hasonlóan alakult, hiszen ugyanazon a munkahelyen, változatlan körülmények mellett dolgoztak tovább. A cikksorozat rámutat a szakmunkásoknak adott állami kitüntetések értékcsökkenésére, előrevetíti azok későbbi elértéktelenedését.
Az 1985-ös riport a Felszabadulás brigád egyetlen tagját, Kiss Györgynét szólítja meg. A cikk Díjazott sorsok – A partvisigazgató címmel jelent meg, az egykori brigádtagot mint leszázalékolt takarítónőt mutatja be, ezúttal – a korábbi írásokkal ellentétben – az asszonyt munkahelyi környezet helyett otthonában, férje mellett ábrázolja.
A rendszerváltásig nem jelent meg több újságcikk a brigádról, illetve tagjairól.

### Rendszerváltás utáni tanulmányok, dokumentumfilm
Tóth Eszter Zsófia az egykori munkásasszonyokkal 1999 és 2004 között életinterjúkat készített, majd a munkásnők életét, munkakörülményeit bemutató szociológiai tanulmányokat, szociográfiákat jelentetett meg, például 2007-ben Puszi Kádár Jánosnak, 2010-ben Kádár leányai címmel. Tóth megéléstörténeti kutatásainak témája közé tartozik mások mellett az anyaság, a nők 1956-ban vállalt szerepe, valamint „a férfias foglalkozásokban dolgozó nők”.
Martinidesz László és Körtési Béla 2004 őszén – Tóth Eszter Zsófia közreműködésével – Brigád blues címmel dokumentumfilmet készített a munkásnők életéről. A filmet 2009-ben a Blinken Nyílt Társadalom Archívum (Blinken OSA) beválogatta a Rákosi- és Kádár-korszakról 1989 után készült legjobb negyven dokumentumfilm közé.